# Sciurus stramineus
Sciurus stramineus is een zoogdier uit de familie van de eekhoorns (Sciuridae). De wetenschappelijke naam van de soort werd voor het eerst geldig gepubliceerd door Eydoux & Souleyet in 1841.

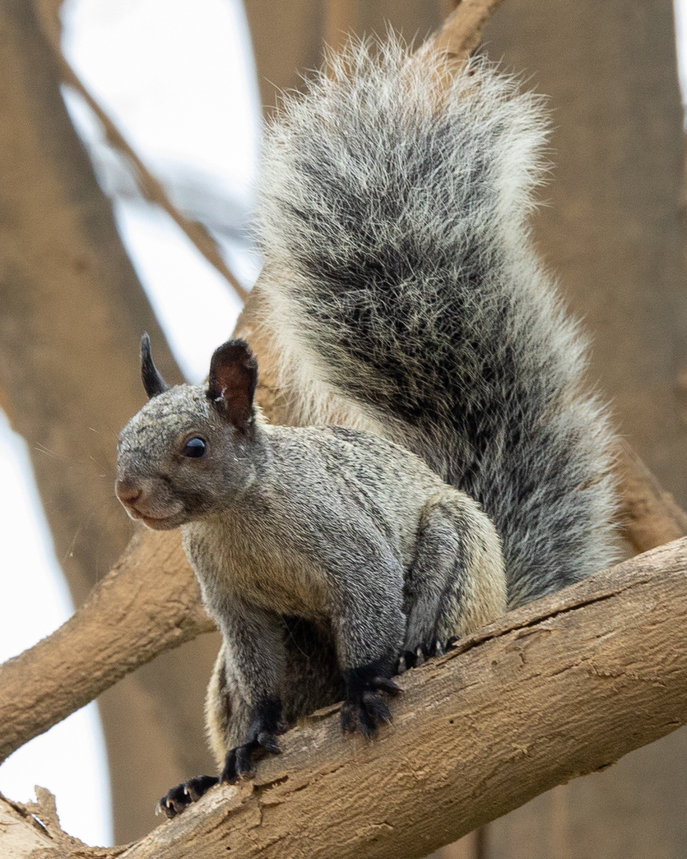
Sciurus stramineus, Quebrada Fernández, Tumbes, Peru